# Świętokrzyskie relikwie drzewa krzyża świętego

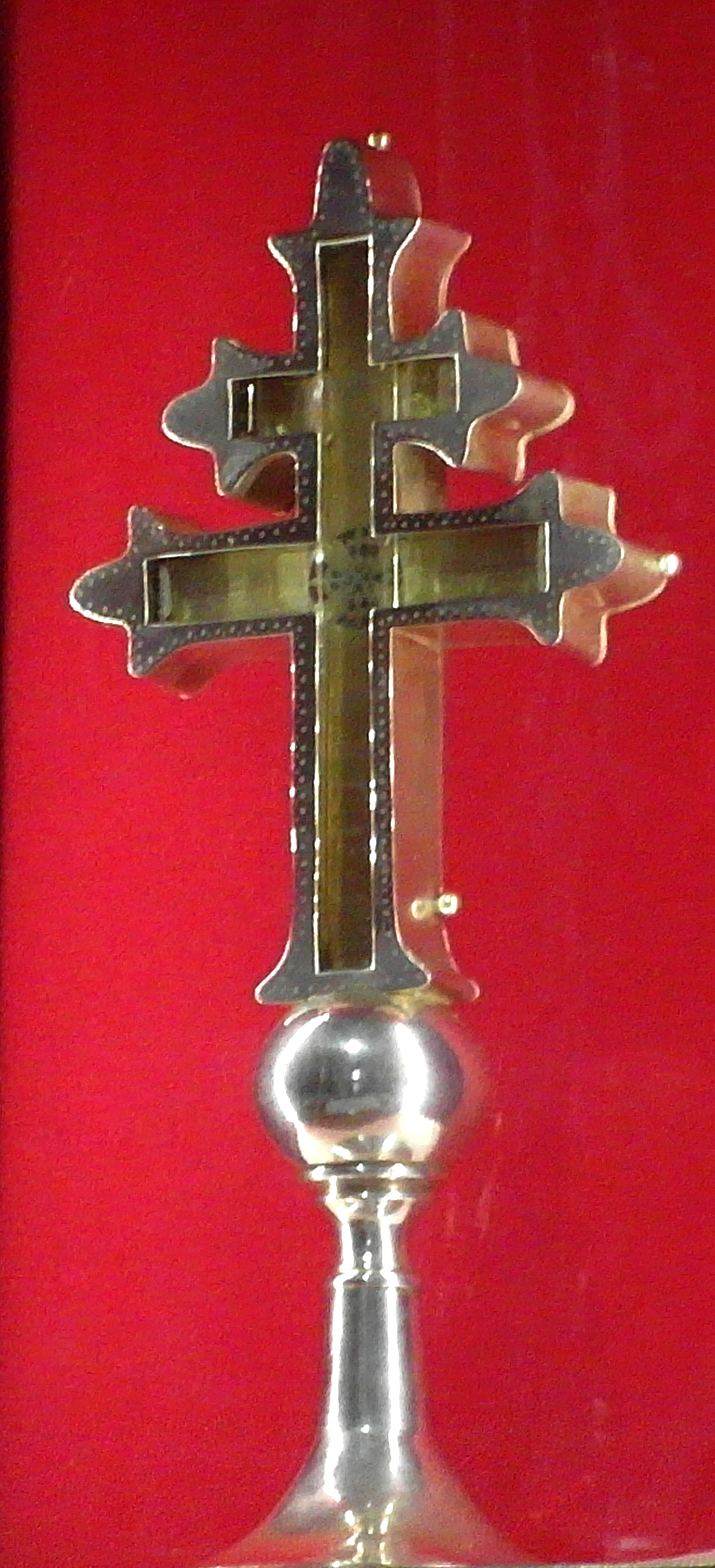
Relikwiarz Krzyża Świętego z Kaplicy Oleśnickich w bazylice na Świętym Krzyżu

Świętokrzyskie relikwie Drzewa Krzyża Świętego – relikwie przechowywane w klasztorze na Świętym Krzyżu w Górach Świętokrzyskich. Mają one zawierać drewno pochodzące z krzyża świętego. Relikwie znajdują się w kaplicy Oleśnickich, zamknięte w tabernakulum.
Według legendy podarował ją klasztorowi królewicz węgierski Emeryk, syn Stefana I Świętego, który miał przebywać w Polsce na zaproszenie Bolesława Chrobrego. W pogoni za jeleniem książę oddalił się od orszaku i zabłądził. Gdy miał już zabić zwierzę, pomiędzy rogami jelenia ukazał się krzyż, a Emeryka oślepiła wielka jasność. Księciu ukazał się anioł, który wskazał mu drogę do pobliskiego klasztoru i nakazał pozostawić tam relikwie.